# Церковь Воскресения Христова (Ярославль)
Церковь Воскресения Христова — утраченный православный храм в историческом центре Ярославля. Был основан в первые века существования города. Перестроен в камне в 1660 году. Разрушен коммунистами в 1930-м.

## История
Основание Воскресенского храма, вначале деревянного, относится к древнейшим временам Ярославля. Известно, что он уже существовал во времена удельного Ярославского княжества. Это можно усмотреть из грамоты, хранившейся в Ильинско-Тихоновской церкви — там Воскресенская церковь именуется «что на посаде», значит она существовала ещё тогда, когда не было известно само название Земляного города. Также в грамоте указано, что великий князь Иван III Васильевич заменил «изстари» получаемую храмом ругу из померного на ругу из таможенных доходов.
Располагалась церковь на главной улице древнего Ярославля — Пробойной, на краю обширной торговой площади, простиравшейся до Медведицкого оврага и до храма Спаса на Городу.
Деревянная церковь сгорела в «великом пожаре» 1658 года, уничтожившем весь Земляной город. В 1660-м на средства прихожан был возведён каменный одноглавый Воскресенский храм с приделом во имя преподобного Сергия Радонежского в алтарной части. В 1680 году к нему с северной стороны пристроили во всю длину тёплый придел во имя Введения во храм Пресвятой Богородицы с шатровой колокольней над северо-западным углом. Стены в храме расписаны не были. На первом этаже храма и придела находились палатки для хранения товаров.
В 1768 году церковь и дворы её прихожан пострадали от большого городского пожара. Сгорела кровля храма и колокольни, лестницы и церковная ограда со святыми воротами; ущерб был оценен в 500 рублей. После пожара в приходе осталось 113 человек, а к началу XIX века он ещё значительно сократился в связи с перестройкой Земляного города и переселением его жителей в предместья. В результате перестройки города храм оказался на углу огромной Ильинской (позже — Парадной) площади и широкой улицы, получившей в честь храма название Воскресенская.
В церковной описи 1800 года сохранилось описание храма: «Холодная церковь Воскресения Христова каменного здания о дву аппартаментах, на той церкви глава одна, которая обита луженым белым железом; на оной главе имеется крест железный резной с короною, позолочен двойником, утверждён от главы железными цепями. Означенная Воскресенская церковь покрыта луженым железом, также алтарь её и придел преподобного Сергия Радонежского, паперти же и вход, также тёплая церковь и алтарь её, покрыты железом, окрашенным чёрной краскою. Под крышей церкви спереди над алтарём, в выкладных киотах на стенах написаны иконы: Введения Богоматери и Живоначальной Троицы… В нижнем апартаменте церкви палатки».

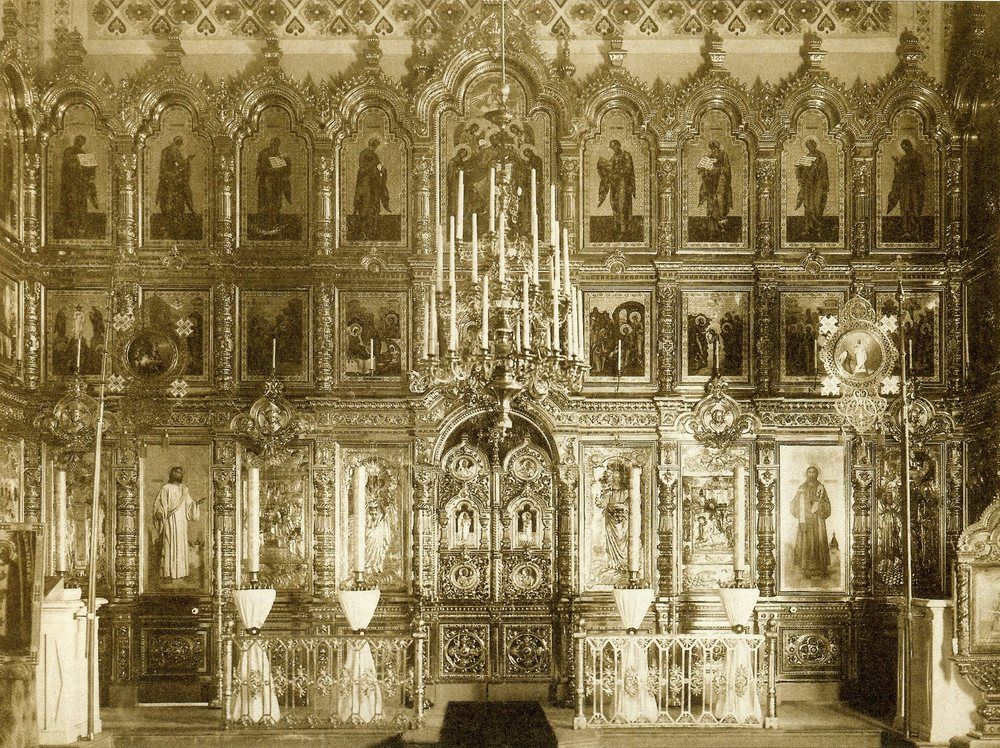
Иконостас Воскресенской церкви в нач. XX века

В 1812 году настоятелем Воскресенского храма, к тому времени уже безприходского, стал Илларион Петрович Тихомиров (1792—1857). Отец Илларион, блестящий проповедник, превосходный педагог, являлся «не только первым, но и единственным пастырем, столько потрудившимся и так сумевшим повлиять на общество ярославское, что ни прежде него, ни после повторений в этом роде не было». Получив беднейший приход в Ярославле, где два года до него не было ни священника, ни причта, отец Илларион превратил его в один из процветающих. Церковь при нём полностью преобразилась. В 1815 году вологодский мещанин Степан Михайлович Шитиков вместе с братьями вызолотил все иконостасы червонным золотом; в 1838 — первоначальный резной пятиярусный иконостас заменили одноярусным, который «по превосходному рисунку и отличной резьбе и позолоте» считался одним из лучших в Ярославле; для иконостаса художником Шамаевым написаны иконы. В 1850‑х храм был перестроен по проекту архитекторов Главного управления путей сообщения и публичных зданий Министерства внутренних дел. Церковь стала пятиглавой, фасады получили оформление в русско-византийском стиле. Художником Евграфом Сорокиным были расписаны стены и свод главного храма. Через несколько лет была расписана и тёплая Введенская церковь. В результате выполненных работ «церковь была приведена в такое благоустройство, что казалась по изящной отделке и убранству одной из первых в Ярославле». Большую часть средств на поновление храма пожертвовал шуйский откупщик Федот Кононович Вышкин.
В 1866 году в трапезной Воскресенской церкви был устроен еще один придел — Животворящего Креста Господня, в честь почитаемого ярославцами креста из старого иконостаса.

### Советское время
Воскресенский храм был закрыт коммунистами в октябре 1921 года. Имущество было разграблено, небольшая часть его передана в Козмодемьянский храм. В 1930 году храм снесли. На его месте позднее построили жилой дом.